# Love, Inc.
Love, Inc. è una serie televisiva statunitense in 22 episodi trasmessi per la prima volta nel corso di una sola stagione dal 2005 al 2006 sulla UPN.

## Personaggi
- Denise Johnson (22 episodi, 2005-2006), interpretato da Busy Philipps.
- Francine (22 episodi, 2005-2006), interpretato da Reagan Gomez-Preston.
- Clea (22 episodi, 2005-2006), interpretato da Holly Robinson Peete.
- Viviana (22 episodi, 2005-2006), interpretato da Ion Overman.
- Barry (22 episodi, 2005-2006), interpretato da	Vince Vieluf.
- Formica Bar Patron (17 episodi, 2005-2006), interpretato da Al Whiting.
- David (6 episodi, 2005-2006), interpretato da Rick Fox.
- Mike Smith II (5 episodi, 2006), interpretato da Greg Cromer.
- Weird Guy (4 episodi, 2005-2006), interpretato da Sean Conroy.
- Elana (2 episodi, 2005-2006), interpretato da Elena Finney.
- maggiore Curtis (2 episodi, 2005-2006), interpretato da Rob Riggle.
- Bruce (2 episodi, 2005-2006), interpretato da Christopher Shea.
- Gene (2 episodi, 2005-2006), interpretato da Eddie Shin.
- Larry (2 episodi, 2005-2006), interpretato da Charles Malik Whitfield.
- Mike Smith (2 episodi, 2005-2006), interpretato da Eric Winter.
- Kim (2 episodi, 2005), interpretato da	Tia Mowry.
- Patrick (2 episodi, 2005), interpretato da Amir Talai.
- James (2 episodi, 2006), interpretato da Kevin Hart.

## Produzione
La serie, ideata da Andrew Secunda, fu prodotta da Paramount Television, The Littlefield Co., Chase TV e Burg/Koules Television e girata negli studios della Paramount a Los Angeles in California. Le musiche furono composte da Kurt Farquhar.

### Registi
Tra i registi della serie sono accreditati:
- Steve Zuckerman (8 episodi, 2005-2006)
- Sheldon Epps (3 episodi, 2005-2006)
- Arlene Sanford (3 episodi, 2005)
- Katy Garretson (2 episodi, 2005)
- Rob Schiller (2 episodi, 2005)

## Distribuzione
La serie fu trasmessa negli Stati Uniti dal 2005 al 2006 sulla rete televisiva UPN. In Italia è stata trasmessa nel 2006 su Paramount Comedy con il titolo originale.
Alcune delle uscite internazionali sono state:
- negli Stati Uniti il 22 settembre 2005 (Love, Inc.)
- in Finlandia (Oy Rakkaus Ab)
- in Italia nel 2006 (Love, Inc.)

## Episodi
| Stagione       | Episodi | Prima TV USA | Prima TV Italia |
| -------------- | ------- | ------------ | --------------- |
| Unica stagione | 22      | 2005-2006    | 2006            |